# Пессегейру-ду-Вога
Пессегейру-ду-Вога (порт. Pessegueiro do Vouga; МФА: [pɨ.sɨ.ˈgɐj.ɾu du ˈvo.gɐ]) — парафія в Португалії, у муніципалітеті Север-ду-Вога. Розташована в західній частині країни, на теренах історичної португальської провінції Бейра. Входить до складу округу Авейру. За адміністративним поділом, чинним до 1976 року, терени парафії були складовою провінції Берегова Бейра. Належить до Авейрівської діоцезії Католицької церкви. Патрон — Мартин Турський. Площа — 15,8548 км². Населення — 1852 ос. (2011). Середньо урбанізований регіон. Густота населення — 116,81 осіб/км²
. Код — 011704.

## Населення
| Кількість мешканців | Кількість мешканців | Кількість мешканців | Кількість мешканців | Кількість мешканців | Кількість мешканців | Кількість мешканців | Кількість мешканців | Кількість мешканців | Кількість мешканців | Кількість мешканців | Кількість мешканців | Кількість мешканців | Кількість мешканців | Кількість мешканців |
| ------------------- | ------------------- | ------------------- | ------------------- | ------------------- | ------------------- | ------------------- | ------------------- | ------------------- | ------------------- | ------------------- | ------------------- | ------------------- | ------------------- | ------------------- |
| 1864                | 1878                | 1890                | 1900                | 1911                | 1920                | 1930                | 1940                | 1950                | 1960                | 1970                | 1981                | 1991                | 2001                | 2011                |
| 860                 | 987                 | 1 152               | 1 153               | 1 236               | 1 314               | 1 620               | 1 811               | 2 195               | 2 128               | 1 979               | 2 084               | 2 016               | 1 906               | 1 852               |